# 小行星9410
小行星9410（英語：9410）是一颗围绕太阳公转的小行星。1995年1月26日，浦田武在清水町发现了此天体。
这颗小行星的绝对星等为30.73280285181441等。